# Чанша (уезд)
Чанша́ (кит. упр. 长沙, пиньинь Chángshā) — уезд городского округа Чанша провинции Хунань (КНР).

## История
После того, как Цинь Шихуан впервые в истории объединил все китайские земли в единую империю, то в 221 году до н. э. страна была разбита на 36 округов-цзюнь, одним из которых стал Чаншаский округ (长沙郡); власти округа разместились в уезде Сянсянь (湘县). Когда после распада империи Цинь Лю Бан провозгласил себя правителем новой империи Хань, то в 202 год до н. э. уезд Сянсянь был переименован в Линьсян (临湘县). Во времена империи Суй в 589 году уезд Линьсян был переименован в уезд Чанша (长沙县).
Во времена империи Сун в 1098 году часть уезда Чанша была выделена в отдельный уезд Шаньхуа (善化县); органы власти обоих уездов при этом размещались в одном и том же месте. После Синьхайской революции уезд Шаньхуа был в 1912 году вновь присоединён к уезду Чанша.
В 1933 году урбанизированная часть уезда Чанша была выделена в отдельный город Чанша.
После образования КНР в 1949 году был создан Специальный район Чанша (长沙专区), и уезд вошёл в его состав. В 1951 году из уезда Чанша был выделен уезд Ванчэн (望城县) В 1952 году в связи с тем, что власти специального района размещались в Сянтане, а Чанша в состав специального района не входил (являясь городом провинциального подчинения) Специальный район Чанша был переименован в Специальный район Сянтань (湘潭专区).
22 марта 1959 года уезд Ванчэн был вновь присоединён к уезду Чанша, а 31 марта того же года уезд Чанша был передан из состава Специального района Сянтань под юрисдикцию властей города Чанша.
В 1977 году из уезда Чанша был вновь выделен уезд Ванчэн.

## Административное деление
Уезд делится на 5 уличных комитетов и 13 посёлков.